# Alex Murphy (Schauspieler)
Alex Murphy (* 26. Dezember 1997 in Cork) ist ein irischer Schauspieler.

## Leben und Karriere
Murphy wurde am 26. Dezember 1997 in 
Cork geboren. Sein Debüt gab er 2016 in Film The Young Offenders. Für seine Darstellung wurde Murphy bei den Irish Film & Television Awards (IFTA) als Best Actor in a Lead Film Role nominiert. 2018 startete die gleichnamige Fernsehserie in der Murphy erneut die Hauptrolle übernahm. Außerdem trat er 2022 in Conversations with Friends auf. 2024 spielte er in der Serie Crá
die Hauptrolle.

## Filmografie
Filme
- 2016: The Young Offenders

Fernsehserien
- seit 2018: The Young Offenders
- 2022: Conversations with Friends
- 2024: Crá